# Publi Popil·li Lenat (cònsol)
Publi Popil·li Lenat (llatí: Publius Popillius C. f. P. N. Laenas) va ser un magistrat romà del segle ii aC. Formava part de la gens Popíl·lia i era de la família dels Popil·li Lenat.
Va ser elegit cònsol l'any 132 aC just l'any següent de l'assassinat de Tiberi Grac. El victoriós partit aristocràtic li va encarregar de processar als seguidors de Grac i en aquesta tasca va demostrar l'odi personal i la crueltat d'ell i de tota la seva família. Gai Grac pensava en ell quan va fer aprovar una llei contra tots aquells que havien condemnat a un ciutadà sense judici, i així li va explicar a Lenat personalment. Popil·li Lenat es va retirar voluntàriament a l'exili i no va tornar a Roma fins després de la mort de Gai Grac.